# Tore Pedersen
Tore André Pedersen (ur. 29 września 1969 w Fredrikstad, Norwegia) – norweski piłkarz, grający na pozycji obrońcy. W trakcie kariery mierzył 185 cm wzrostu.

## Kariera klubowa
Pedersen zaczynał karierę w 1987 roku jako piłkarz Selbak IF, skąd rok później trafił do Lillestrøm SK. W 1989 roku trafił do Fredrikstad FK, a już w następnym roku był piłkarzem szwedzkiego IFK Göteborg. Tam rozegrał 60 spotkań. W 1993 wrócił do Norwegii, gdzie grał przez 2 lata w SK Brann, zaliczając epizody w Oldham Athletic i w Sanfrecce Hiroszima. W tym samym roku zdobył nagrodę Kniksena, w kategorii Obrońca roku.
W roku 1995 Pedersen podpisał kontrakt z grającym wtedy w Bundeslidze klubem FC St. Pauli. W ciągu dwóch lat gry rozegrał zaledwie 37 spotkań. W 1997 roku Pedersen podpisał kontrakt z Blackburn Rovers, ale też grał mało. Odbudował się dopiero w Eintrachcie Frankfurt, gdzie w ciągu jednego sezonu (1998–1999) rozegrał 20 spotkań i strzelił jednego gola. W 1999 roku Pedersen został piłkarzem Wimbledon F.C., gdzie w ciągu dwóch lat gry rozegrał zaledwie 6 spotkań. W 2001 roku wrócił do Norwegii, gdzie grał m.in. we Fredrikstadzie. Karierę sportową zakończył w 2005 roku.

## Kariera reprezentacyjna
W reprezentacji Norwegii Pedersen rozegrał 47 spotkań i nie strzelił bramki. Zadebiutował on w 1990 roku, a ostatni mecz w kadrze rozegrał dziewięć lat później.